# Каховка
Каховка (укр. Каховка) град је Украјини у Херсонској области. Према процени из 2012. у граду је живело 37.379 становника.

## Становништво
Према процени, у граду је 2012. живело 37.379 становника.
| 1979.  | 1989.  | 2001.  | 2012.  |
| ------ | ------ | ------ | ------ |
| 38.742 | 42.895 | 38.238 | 37.379 |